# Pareuthyphlebs palmonii
Pareuthyphlebs palmonii är en bönsyrseart som beskrevs av Boris Petrovich Uvarov 1939. Pareuthyphlebs palmonii ingår i släktet Pareuthyphlebs och familjen Toxoderidae. Inga underarter finns listade i Catalogue of Life.